# Rheinniederung Mainz-Bingen
Rheinniederung Mainz-Bingen este o arie protejată (arie specială de conservare — SAC, sit de importanță comunitară — SCI) din Germania întinsă pe o suprafață de 1.148 ha, integral pe uscat.

## Localizare
Centrul sitului Rheinniederung Mainz-Bingen este situat la coordonatele 49°59′35″N 8°01′05″E / 49.9931°N 8.0181°E.

## Înființare
Situl Rheinniederung Mainz-Bingen a fost declarat sit de importanță comunitară în mai 2004 pentru a proteja 23 de specii de animale. Situl a fost protejat și ca arie specială de conservare în octombrie 2005.

## Biodiversitate
Situată în ecoregiunea continentală, aria protejată conține 7 habitate naturale: Lacuri eutrofice naturale cu vegetație de tip Magnopotamion sau Hydrocharition, Râuri cu maluri nămoloase cu vegetație de Chenopodion rubri p.p. și Bidention p.p., Pajiști uscate seminaturale și facies de acoperire cu tufișuri pe substraturi calcaroase (Festuco-Brometalia) (* situri importante pentru orhidee), Liziere de ierburi înalte hidrofile de câmpie și de nivel montan până la alpin, Fânețe de joasă altitudine (Alopecurus pratensis, Sanguisorba officinalis), Păduri aluvionare cu Alnus glutinosa și Fraxinus excelsior (Alno-Padion, Alnion incanae, Salicion albae), Păduri mixte riverane de Quercus robur, Ulmus laevis și Ulmus minor, Fraxinus excelsior sau Fraxinus angustifolia, de-a lungul marilor râuri (Ulmenion minoris).
La baza desemnării sitului se află mai multe specii protejate:
- păsări (14): pescăruș albastru (Alcedo atthis), Ardea cinerea cinerea, porumbel de scorbură (Columba oenas), prepeliță (Coturnix coturnix), cristeiul de câmp (Crex crex), ciocănitoare pestriță mică (Dendrocopos minor), ciocănitoare neagră (Dryocopus martius), becațină comună (Gallinago gallinago), Limosa limosa limosa, Luscinia svecica cyanecula, gaia neagră (Milvus migrans), codobatura galbenă (Motacilla flava), Numenius arquata arquata, grangur (Oriolus oriolus)
- amfibieni (1): triton cu creastă (Triturus cristatus)
- nevertebrate (3): rădașcă (Lucanus cervus), Ophiogomphus cecilia, Unio crassus
- pești (5): Alosa alosa, Cobitis taenia Complex, Lampetra fluviatilis, Petromyzon marinus, somonul (Salmo salar)

Pe lângă speciile protejate, pe teritoriul sitului au mai fost identificate 6 specii de plante, 3 specii de păsări, 1 specie de amfibieni, 2 specii de nevertebrate.